# Friedrich Adler (architecte)
Pour les articles homonymes, voir Friedrich Adler et Adler.
Friedrich Adler (1827-1908) est un architecte et archéologue prussien.

## Biographie
Après des études d'architecture à l'Académie de Berlin (Bauakademie), il enseigna dans cette institution à partir de 1855. Il construisit aussi nombre d'églises.
Ses connaissances concernant l'architecture antique lui valurent de participer aux fouilles d'Ernst Curtius en Asie mineure, puis à celles d'Olympie où il passa cinq ans et prit la direction du chantier.
En 1885, il fut choisi comme architecte du musée archéologique d'Olympie, avec Wilhelm Dörpfeld.